# Альхена
Альхена (γ Gem, γ Близнят) — третя за яскравістю зоря в сузір'ї Близнят. Зоря має видиму зоряну величину 1,9, завдяки чому її можна побачити неозброєним оком навіть у місті. Згідно з вимірюваннями паралакса, які провів супутник Гіппаркос, вона розташована на відстані приблизно 109 парсек від Землі.

## Властивості
Альхена майже витратила запас гідрогену у своєму ядрі й увійшла в стадію субгіганта. Її маса у 2,8 разів більша ніж маса Сонця, а радіус — у 3,3. Яскравість її зовнішньої оболонки, яка має ефективну температуру 9 260 K, приблизно у 123 рази більша ніж у Сонця, що робить її типовою зорею класу А з білим відтінком.
Спектроскопічні дослідження показують, що це система подвійної зорі, період якої 12,6 років (4 614,51 днів), зі значним ексцентриситетом.

## Походження назви
Назва Альхена походить від арабського слова الهنعه Аль хан'ах, «тавро» (на шиї верблюда), тоді як інша назва Альмейсан походить також від арабського слова المیسان Аль майсан, «той, що сяє». Аль хан'ах була назвою скупчення зірок, до складу якого входили крім цієї зірки, μ Близнят (Tejat Posterior), ν Близнят, η Близнят (Tejat Prior) і ξ Близнят (Альзірр). Їх також об'єднували в Аль Нухатай, двоїна Аль Нухат, «горб верблюда».
В каталозі зірок Календаря Аль Ашасі Аль Ноуаккет ця зоря була позначена як Нір аль Хенат, що перекладалось на латину як Prima του al Henat, що означає найяскравіша з Аль Хенат.
За китайською класифікацією зірка під назвою Джінг Су Сан (井宿三, третя криниці) входила до складу китайського сузір'я Криниці (井宿).

## В культурі
Назву Альхена мав голландський корабель, що в жовтні 1927 року врятував багато пасажирів італійського круїзного лайнера Principessa Mafalda. Крім того на честь зірки був названий американський вантажний корабель-амфібія USS Alhena (AKA-9).